# Cycle solaire 17
Le cycle solaire 17 est le dix-septième cycle solaire depuis 1755, date du début du suivi intensif de l'activité et des taches solaires. Il a commencé en 1933 et s'est achevé en 1944.